# Municipio de Huston (condado de Clearfield)
El municipio de Huston (en inglés: Huston Township) es un municipio ubicado en el condado de Clearfield en el estado estadounidense de Pensilvania. En el año 2000 tenía una población de 1.468 habitantes y una densidad poblacional de 8.9 personas por km².

## Geografía
El municipio de Huston se encuentra ubicado en las coordenadas 41°12′30″N 78°29′49″O / 41.20833, -78.49694.

## Demografía
Según la Oficina del Censo en 2000 los ingresos medios por hogar en la localidad eran de $32,614 y los ingresos medios por familia eran de $40,000. Los hombres tenían unos ingresos medios de $29,946 frente a los $19,118 para las mujeres. La renta per cápita de la localidad era de $16,734. Alrededor del 9,8% de la población estaba por debajo del umbral de pobreza.